# Jalen Williams
Jalen Devonn Williams (Denver, Colorado, 14 de abril de 2001) es un jugador de baloncesto estadounidense que pertenece a la plantilla de los Oklahoma City Thunder de la NBA. Mide 1,96 metros y juega en la posición de escolta. Es el hermano mayor del también jugador profesional Cody Williams.

## Trayectoria deportiva

### High school
Williams jugó al baloncesto para el Perry High School en Gilbert, Arizona. Creció 20 centímetros desde su segundo hasta su último año de secundaria. Se comprometió a jugar baloncesto universitario para Santa Clara en 2018.

### Universidad
Jugó tres temporadas con los Broncos de la Universidad de Santa Clara, en las que promedió 12,6 puntos, 3,7 rebotes, 2,9 asistencias y 1,2 robos de balón por partido. En su tercer año fue incluido en el mejor quinteto de la West Coast Conference. Promedió 18 puntos, 4,4 rebotes y 4,2 asistencias por partido.
El 28 de abril de 2022 anunció su decisión de declararse elegible para el Draft de la NBA.

#### Estadísticas
| Año     | Equipo      | PJ | PT | MPP  | %TC  | %3P  | %TL  | RPP | APP | ROB | TPP | PPP  |
| ------- | ----------- | -- | -- | ---- | ---- | ---- | ---- | --- | --- | --- | --- | ---- |
| 2019–20 | Santa Clara | 33 | 22 | 25.5 | .436 | .352 | .763 | 2.8 | 1.9 | 1.3 | .5  | 7.7  |
| 2020–21 | Santa Clara | 18 | 17 | 31.6 | .399 | .274 | .757 | 4.1 | 2.3 | 1.2 | .6  | 11.5 |
| 2021–22 | Santa Clara | 33 | 33 | 34.8 | .513 | .396 | .8.9 | 4.4 | 4.2 | 1.2 | .5  | 18.0 |
| Total   | Total       | 84 | 72 | 30.5 | .469 | .352 | .785 | 3.7 | 2.9 | 1.2 | .5  | 12.6 |

### Profesional
Fue elegido en la duodécima posición del Draft de la NBA de 2022 por los Oklahoma City Thunder. Debuta en la NBA el 19 de octubre de 2022 ante Minnesota Timberwolves, anotando 5 puntos. Fue nombrado rookie del mes de noviembre de la conferencia Oeste. Al término de la temporada fue nombrado rookie del mes de marzo-abril de la conferencia Oeste. Al término de la temporada fue incluido en el mejor quinteto de rookies.
Durane su tercera temporada en Oklahoma, a finales de enero de 2025, se anunció su participación como reserva en el All-Star Game, siendo la primera nominación de su carrera. El 2 de marzo anota 41 puntos ante San Antonio Spurs. Al término de la temporada regular fue incluido en el segundo mejor quinteto defensivo de la NBA. Ya en postemporada, el 16 de junio en el quinto encuentro de las Finales de la NBA ante Indiana Pacers anotó 40 puntos, récord personal en playoffs. El 22 de junio de 2025 se proclamó campeón de la NBA por primera vez en su carrera tras vencer a Indiana Pacers en la Final de la NBA (4-3).
En julio de 2025, acuerda una extensión de contrato con los Thunder por cinco años y $287 millones.

## Estadísticas de su carrera en la NBA

### Temporada regular
| Año      | Equipo        | PJ  | PT  | MPP  | %TC  | %3P  | %TL  | RPP | APP | ROB | TPP | PPP  |
| -------- | ------------- | --- | --- | ---- | ---- | ---- | ---- | --- | --- | --- | --- | ---- |
| 2022-23  | Oklahoma City | 75  | 62  | 30.3 | .521 | .356 | .812 | 4.5 | 3.3 | 1.4 | .5  | 14.1 |
| 2023-24  | Oklahoma City | 71  | 71  | 31.3 | .540 | .427 | .814 | 4.0 | 4.5 | 1.1 | .6  | 19.1 |
| 2024-25  | Oklahoma City | 69  | 69  | 32.4 | .484 | .365 | .789 | 5.3 | 5.1 | 1.6 | .7  | 21.6 |
| Total    | Total         | 215 | 202 | 31.3 | .513 | .382 | .803 | 4.6 | 4.3 | 1.4 | .6  | 18.1 |
| All-Star | All-Star      | 1   | 0   | 6.6  | .333 | .000 | —    | .0  | 1.0 | 1.0 | 1.0 | 2.0  |

### Playoffs
| Año   | Equipo        | PJ | PT | MPP  | %TC  | %3P  | %TL  | RPP | APP | ROB | TPP | PPP  |
| ----- | ------------- | -- | -- | ---- | ---- | ---- | ---- | --- | --- | --- | --- | ---- |
| 2024  | Oklahoma City | 10 | 10 | 37.7 | .469 | .385 | .815 | 6.8 | 5.4 | 1.7 | .5  | 18.7 |
| 2025  | Oklahoma City | 23 | 23 | 34.6 | .449 | .304 | .789 | 5.5 | 4.8 | 1.4 | .4  | 21.4 |
| Total | Total         | 33 | 33 | 35.5 | .455 | .325 | .794 | 5.9 | 5.0 | 1.5 | .4  | 20.6 |